# Corts de Montsó (1435-1436)
Les Corts de Montsó de 1435-1436, corts generals de la corona d'Aragó, foren convocades per la reina Maria, com a lloctinent general d'Aragó, València, Catalunya i Mallorca, el dia 15 d'octubre de 1435, a Saragossa estant, per a reunir-se a Montsó el 15 de novembre, però foren posposades fins al 25 de novembre.
Aquestes corts foren convocades per la reina per a fer front al rescat demanat pels genovesos per alliberar el rei Alfons el Magnànim, que en el setge a Gaeta fou vençut i fet presoner junt amb els infants Joan i Enric i bona part de la noblesa catalanoraragonesa a la batalla de Ponça, el 5 d'agost, contra una flota conjunta del ducat de Milà, el papat i els reis angevins de Nàpols.
Quan comencen les corts, el rei ja està alliberat, després de signar amb Felip Maria Visconti, duc de Milà, a l'octubre de 1435, un tractat, en el qual es repartien l'hegemonia a Itàlia. De tota manera, la reina segueix amb les corts, i el 15 de desembre presenta la proposició reial, davant les corts generals de la Corona d'Aragó.
| «                                                                     | (castellà) Y la reina a 15 de deciembre, en la iglesia de San Juan [de Monzón], estando en su solio real en presencia del justicia de Aragón que estaba asentado a los pies de la reina, junto con el regente de la cancellería, estando los aragoneses y valencianos a la parte derecha y los catalanes y mallorquines a la otra parte, propuso las causas de haberlos llamado a cortes generales, estando las cosas destos reinos en tanto conflicto y turbación y opuestas a tan gran peligro. | (català) I la reina a 15 de desembre, en l'església de Sant Joan [de Montsó], estant en el seu soli reial en presència del justícia d'Aragó, assegut als peus de la reina, juntament amb el regent de la cancelleria, estant els aragonesos i valencians en la part dreta i els catalans i mallorquins en l'altra part; proposà les causes d'haver-los convocat a corts generals, estant els assumptes d'aquests regnes amb molt de conflicte i torbació, i exposats a un gran perill. | » |
| — Jerónimo Zurita. Anales de la Corona de Aragón, Llibre 14, cap. 29. | | |   |

Posteriorment, el rei envia el seu germà Joan, com a lloctinent general d'Aragó, València i Mallorca, deixant a la reina Maria, la Lloctinència General de Catalunya. L'infant Joan, presidint les corts, aconsegueix una ajuda de 100.000 florins de la representació catalana, destinada a armar naus i galeres per a prosseguir amb l'esforç bèl·lic a Itàlia, i 10.000 lliures de la representació valenciana. El 31 de març de 1436 dissol les corts, i anuncia la convocatòria de corts particulars en cada un dels territoris peninsulars.